# Stefaan Decraene
Stefaan Decraene (Waregem, 24 november 1964) is een Belgisch bankier en bestuurder.

## Levensloop
Na zijn middelbare studies aan het Sint-Franciscus-Xaveriusinstituut in Brugge werd Stefaan Decraene licentiaat in de toegepaste economische wetenschappen aan de Katholieke Universiteit Leuven, met een specialisatie internationale relaties. Nadien volgde hij nog specialisatie bij EHSAL en Krauthammer.
Hij was vanaf 1988 actief bij de Bacob-bank en de Artesiabank, om vanaf 2001 verschillende functies te bekleden binnen de Dexia-groep. In januari 2006 werd hij voorzitter van het directiecomité van Dexia Bank België in opvolging van Axel Miller en in 2008 werd hij lid van het directiecomité van Dexia NV. Hij werd er geruggensteund door Arco - de coöperatieve vennootschap binnen de Christelijke Arbeidersbeweging - met 14% een van de grootste aandeelhouders van Dexia.
In 2008 werd Decraene aangesteld als voorzitter van Febelfin in opvolging van Jan Vanhevel. In september 2011 vertrok Decraene bij Dexia. Als gevolg van zijn plotse opstappen bij Dexia nam hij ook ontslag als voorzitter van Febelfin. Hij werd in deze hoedanigheid opgevolgd door Filip Dierckx Jos Clijsters werd dan weer voorzitter van het directiecomité van Dexia Bank België.
Hij kreeg een plaats in het directiecomité van de Franse bank BNP Paribas en werd er verantwoordelijk voor de internationale retailactiviteiten van de groep. Sinds 2013 was hij ook lid van de raad van bestuur van BNP Paribas Fortis, de Belgische tak van BNP Paribas.
In januari 2023 volgde hij Wiebe Draijer op als voorzitter van de groepsdirectie van de Nederlandse bank Rabobank.